# Riesel-Segge
Die Riesel-Segge oder Alpen-Schlamm-Segge (Carex magellanica subsp. irrigua (Wahlenb.) Hiitonen, Syn.: Carex paupercula Michx.) gehört zur Gattung der Seggen (Carex) innerhalb der Familie Sauergrasgewächse (Cyperaceae).

## Beschreibung

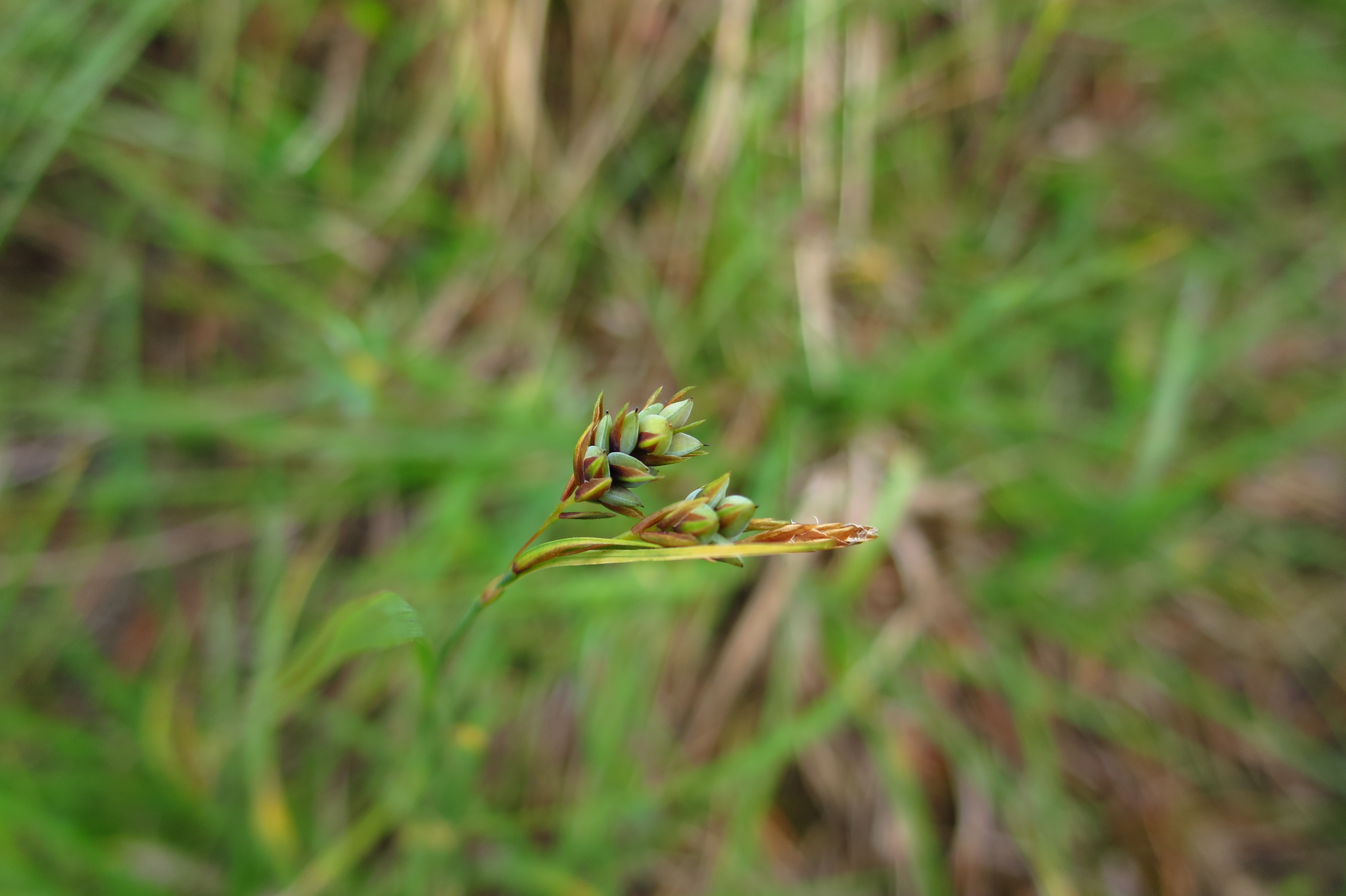
Blütenstand

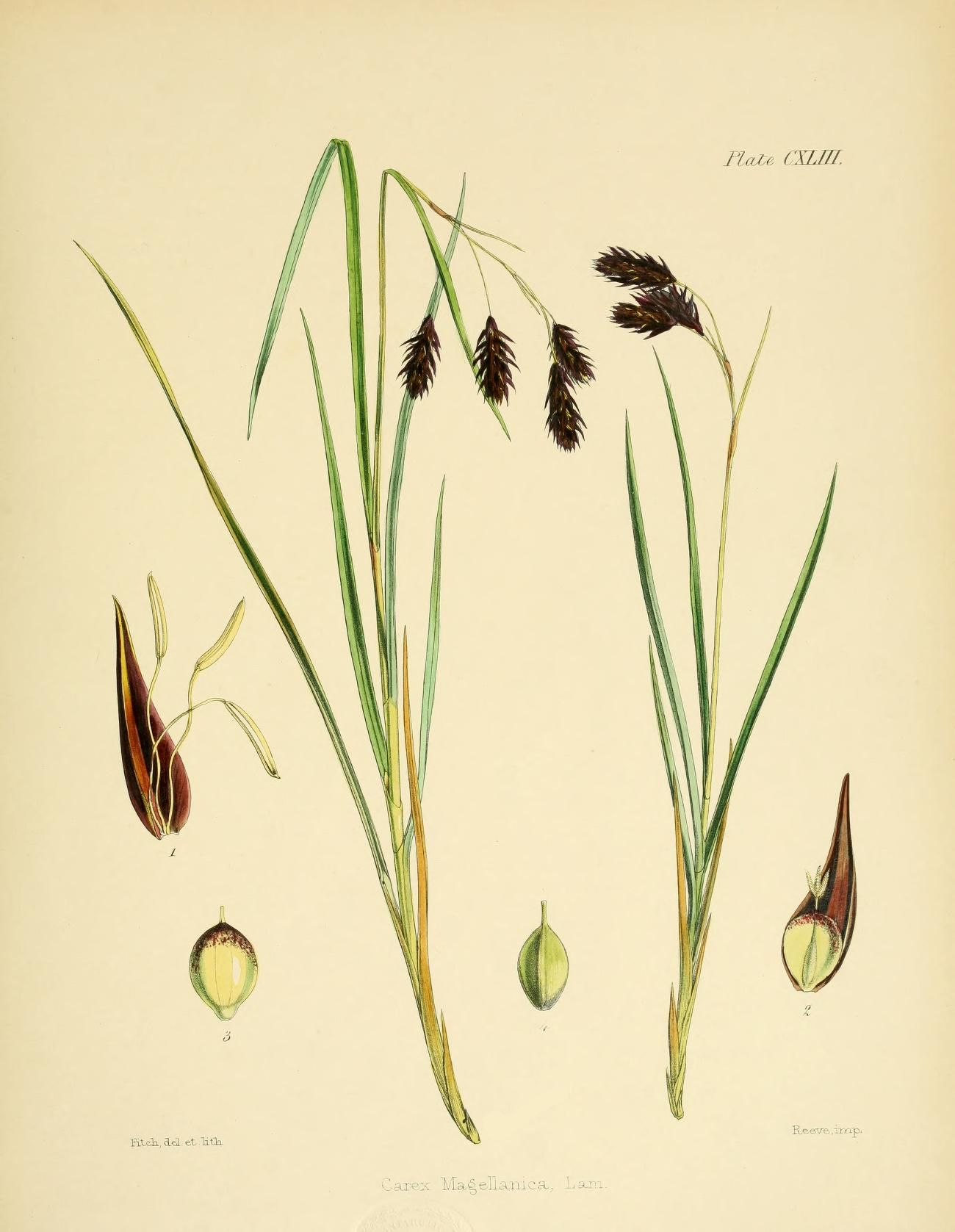
Riesel-Segge (Carex magellanica), Illustration aus Hooker: Flora Antarctica

### Vegetative Merkmale
Die Riesel-Segge ist eine ausdauernde krautige Pflanze, die Wuchshöhen von 10 bis 30, zuweilen bis zu 40 Zentimetern erreicht. Sie bildet Ausläufer und wächst in kleinen, lockeren Horsten. Der Stängel ist aufrecht, unter 1 Millimeter dick, scharf dreikantig, glatt oder oben schwach rau und nur am Grund beblättert.
Die dunkel-grünen Laubblätter sind im Querschnitt flach und 2 bis 4 Millimeter breit. Sie sind kürzer als der Stängel.

### Generative Merkmale
Die Blütezeit reicht Mai bis August. Der Blütenstand ist 3 bis 5 Zentimeter lang. Die Riesel-Segge ist eine Verschiedenährige Segge. Es gibt ein männliches, gestieltes sowie zwei bis vier voneinander entfernt stehende, lang gestielte und überhängende weibliche Ährchen. Das unterste Tragblatt ist mindestens so lang wie der Blütenstand. Das männliche Ährchen ist bei einer Länge von bis zu 1 Zentimetern dünn zylindrisch und aufrecht. Die weiblichen Ährchen sind bei einer Länge von 6 bis 10 Millimetern sowie bei einem Durchmesser von etwa 5 Millimetern eiförmig bis länglich-eiförmig; sie sind bis 2 Zentimeter lang gestielt. Die Spelzen der weiblichen Blüten sind lanzettlich mit lang zugespitztem oberen Ende, etwa doppelt so lang wie die Schläuche, dunkel-kastanienbraun mit grünem Mittelstreifen; sie fallen früh ab. Die Schläuche sind bei einer Länge von 2,5 bis 3 Millimetern sowie einer Breite von 1,5 bis 2 Millimeter elliptisch, linsenförmig abgeflacht, nur schwach nervig und im Querschnitt undeutlich dreikantig; sie sind am Grund zu einem langen Stiel zusammengezogen und nach oben in einen sehr kurzen Schnabel verschmälert. Die Schläuche sind dicht papillös, kahl, gras-grün und später braun. Die weiblichen Blüten besitzen drei Narben.
Die Frucht ist verkehrt-eiförmig und dreikantig.
Die Chromosomenzahl beträgt 2n = 58 oder 60.

## Systematik und Vorkommen
Carex magellanica wurde 1792 von Jean-Baptiste de Lamarck in Encyclopédie Méthodique. Botanique ..., Band 3(2), S. 385 erstbeschrieben. Die Riesel-Segge wurde 1803 durch Göran Wahlenberg als Varietät Carex limosa var. irrigua in Kongl. Vetenskaps Academiens Nya Handlingar, Serie 2, Band 24, S. 162 erstbeschrieben. Sie wurde 1933 von Henrik Ilmari Augustus Hiitonen in Suomen Kasvio 437..., S. 161 als Unterart Carex magellanica subsp. irrigua (Wahlenberg) Hiitonen zu Carex magellanica Lam. gestellt. Synonyme für Carex magellanica subsp. irrigua (Wahlenberg) Hiitonen sind: Carex paupercula Michx., Carex irrigua (Wahlenb.) Hoppe, Carex paupercula subsp. irrigua (Wahlenb.) Á.Löve & D.Löve.
Von Carex magellanica gibt es zwei Unterarten:
- Carex magellanica subsp. irrigua (Wahlenb.) Hiitonen (Syn.: Carex magellanica subsp. planitiei (Asch. & Graebn.) W.Schultze-Motel, Carex paupercula Michx., Carex paupercula subsp. irrigua (Wahlenb.) Á.Löve & D.Löve, Carex limosa var. irrigua Wahlenb.): Sie kommt in den gemäßigten und subarktischen Zonen der Nordhalbkugel vor.[5]
- Carex magellanica Lam. subsp. magellanica (Syn.: Carex abjiciens Steud., Carex cernua Phil. nom. illeg., Carex lenticularis Dewey nom. illeg., Carex limosa var. humilior St.-Lag.): Sie kommt nur im südlichen Südamerika in Argentinien und Chile und auf den Falkland-Inseln vor.

Die Riesel-Segge (Carex magellanica subsp. irrigua) besiedelt in Mitteleuropa fast ausschließlich alpine Hochmoore, vor allem in Höhenlagen von 1000 bis 2000 Metern. In den Allgäuer Alpen steigt sie in Vorarlberg nahe dem Kalbelesee am Hochtannberg bis zu einer Höhenlage von 1660 Metern auf. Sie steigt am Berninapass in Graubünden bis 2350 Meter auf. Außerhalb der Alpen kommt sie in Mitteleuropa nur im Bayerischen Wald und in den kalkfreien Mittelgebirgen von Tschechien und Slowenien vor; sie fehlt aber auch hier in weiten Gebieten. Insgesamt ist sie in Mitteleuropa sehr selten. Sie gilt in Deutschland als „gefährdet“, in der Schweiz als „potentiell gefährdet“.
Carex magellanica subsp. irrigua wächst in mesotrophen, kalkarmen Zwischenmooren und Moorwäldern. Sie ist eine territoriale Charakterart des subalpinen Caricetum fuscae, kommt aber auch in Gesellschaften des Verbands Rhynchosporion vor. Die Riesel-Segge wächst auf kalkfreien, sauren, torfigen Böden, die nass und kühl sein sollten.
Die ökologischen Zeigerwerte nach Landolt et al. 2010 sind in der Schweiz: Feuchtezahl F = 4+w (nass aber mäßig wechselnd), Lichtzahl L = 4 (hell), Reaktionszahl R = 2 (sauer), Temperaturzahl T = 2 (subalpin), Nährstoffzahl N = 1 (sehr nährstoffarm), Kontinentalitätszahl K = 2 (subozeanischl).

### Weiterführende Literatur
- W. Dietrich, K. Rehnelt: Notiz zur Öko-soziologie von Carex magellanica Lam. subsp. irrigua (Wahlenb.) Hiitonen in den Alpen. In: Berichte der Bayerischen Botanischen Gesellschaft. Band 49, 1978., S. 31–33 (PDF-Datei).